# In Zeiten des abnehmenden Lichts
In Zeiten des abnehmenden Lichts ist ein Montageroman mit autobiografischem Hintergrund von Eugen Ruge, der 2011 im Rowohlt Verlag erschienen ist. Er spiegelt die Geschichte der DDR im Schicksal einer Familie wider. Der Bogen spannt sich über vier Generationen von den Großeltern, die überzeugte Kommunisten sind, über den durch seine Haftzeit in sowjetischen Arbeitslagern bereits ernüchterten, aber an die Möglichkeit eines demokratischen Sozialismus glaubenden Vater und seinen Sohn, der kurz vor dem Mauerfall in den Westen flieht, da für ihn individuelle Freiheit und Sozialismus unvereinbare Gegensätze sind, bis zum Urenkel, der die DDR nur noch als eine merkwürdige Kindheitserinnerung im Gedächtnis bewahren wird. Der Titel bezieht sich eigentlich auf den Frühherbst, die Zeit der Kartoffelernte im Ural, an welchen sich die in die DDR gezogene russische Großmutter erinnert (vgl. S. 139), meint aber symbolisch die verblassende Strahlkraft der kommunistischen Utopie, die durch Stalins Gewaltherrschaft und das gescheiterte sozialistische Experiment in der DDR ihre Glaubwürdigkeit eingebüßt hat.
Der Roman wurde 2009 mit dem Alfred-Döblin-Preis, 2011 mit dem Aspekte-Literaturpreis und im selben Jahr mit dem Deutschen Buchpreis ausgezeichnet, dessen Jury die Wahl folgendermaßen begründete: „Eugen Ruge spiegelt ostdeutsche Geschichte in einem Familienroman. Es gelingt ihm, die Erfahrungen von vier Generationen über fünfzig Jahre hinweg in einer dramaturgisch raffinierten Komposition zu bändigen. Sein Buch erzählt von der Utopie des Sozialismus, dem Preis, den sie dem Einzelnen abverlangt, und ihrem allmählichen Verlöschen. Zugleich zeichnet sich sein Roman durch große Unterhaltsamkeit und einen starken Sinn für Komik aus.“ Das Buch selbst verkaufte sich bis Juni 2013 über eine halbe Million Mal. Es stand im Jahr 2011 vier Wochen lang auf dem Platz 1 der Spiegel-Bestsellerliste. Die Verfilmung des Romans kam am 1. Juni 2017 in die deutschen Kinos.

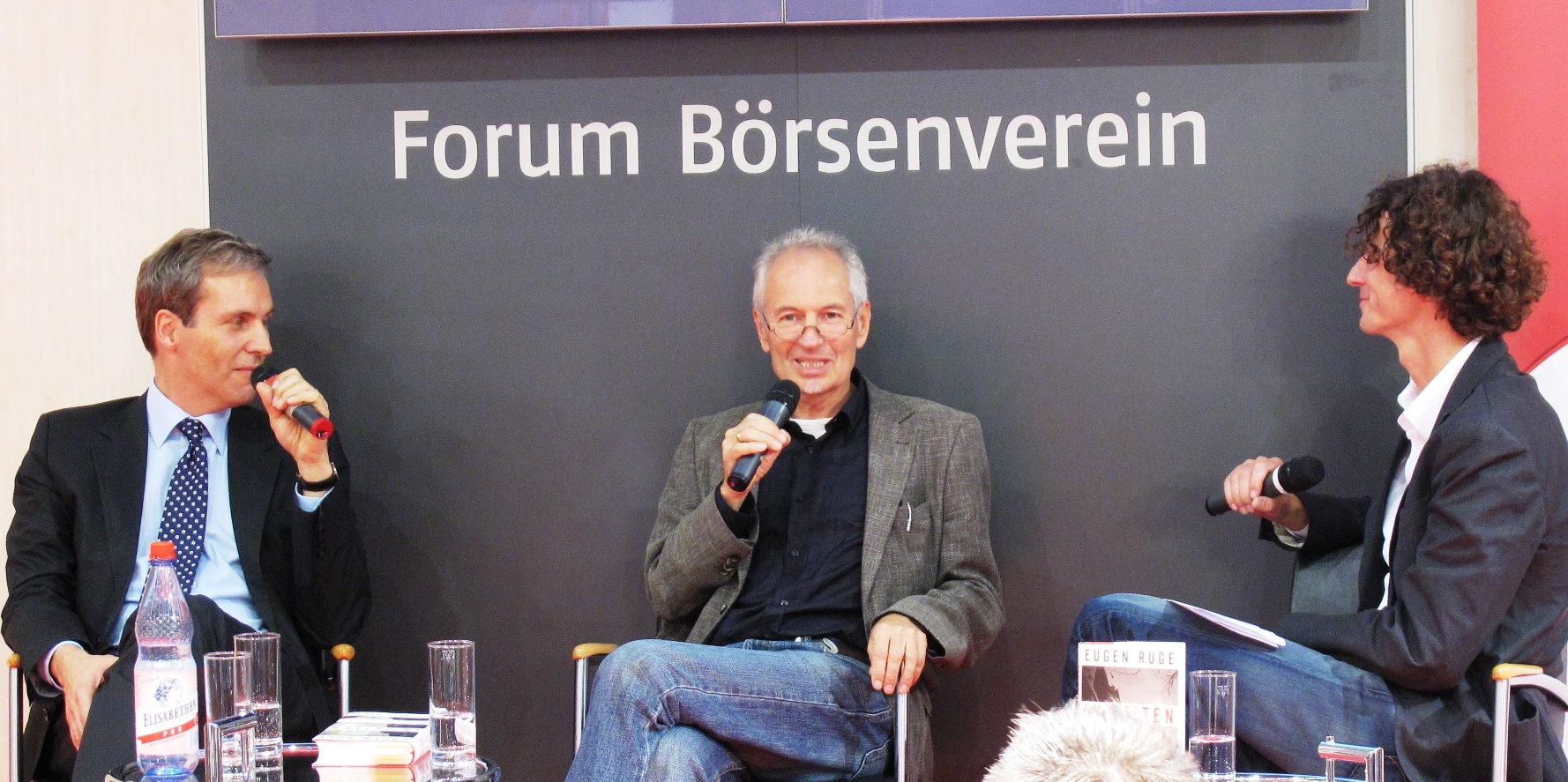
Frankfurter Buchmesse 2011: Alexander Fest, Eugen Ruge, Holger Heimann

## Inhalt, chronologisch geordnet
Der Roman beginnt und endet im Jahre 2001 mit der Krebserkrankung und der darauf folgenden Mexikoreise der wichtigsten Reflektorfigur Alexander Umnitzer. Chronologisch betrachtet setzt jedoch die Handlung mit dem 2. Kapitel im Jahre 1952 ein, kurz bevor Alexanders Großmutter Charlotte und deren zweiter Ehemann Wilhelm nach zwölf Jahren mexikanischen Exils in die DDR übersiedeln. Die erzählte Zeit beginnt allerdings noch erheblich früher, nämlich in der durch Rückwendungen erschlossenen Kindheit Charlottes und Alexanders zweiter Großmutter Nadjeshda Iwanowna, so dass der Roman eine Zeitspanne von einem ganzen Jahrhundert erzählerisch erfasst. Im Jahre 1952 fühlen sich Wilhelm und Charlotte immer unwohler in Mexiko, sie sind beide ihrer Funktionen in der Redaktion der deutschen Exilzeitung „Demokratische Post“ entbunden worden und warten schon seit langem auf ihre Ausreisepapiere, um in der DDR ein neues Leben beginnen zu können. Zudem lebt Charlotte in ständiger Sorge um ihre in der Sowjetunion verschollenen Söhne Kurt und Werner, über deren Verbleib sie lange nichts in Erfahrung bringen kann. Schließlich beschafft ihnen ein ehemaliger Exilfreund, der inzwischen Staatssekretär in der DDR geworden ist, die ersehnten Papiere und obendrein Führungsposten an der neu zu gründenden Akademie für Staats- und Rechtswissenschaften in Neuendorf.
Im Jahre 1961 (6. Kapitel) ist Charlotte Sektionsleiterin an der Akademie, während Wilhelm, der als Verwaltungsdirektor schnell gescheitert war, sich ehrenamtlich als Wohnbezirksparteisekretär betätigt. Um sich gegenüber einem Rivalen im Institut zu profilieren, verfasst Charlotte für das Neue Deutschland eine Rezension zum Exilroman „Mexikanische Nacht“ eines BRD-Autors, die mit dem Verdikt endet, das Buch sei „defätistisch“ und „gehör[e] nicht in die Regale der Buchläden unserer Republik“ (S. 127). Dafür wird sie von ihrem Sohn Kurt scharf kritisiert, der ihr vorwirft, sich für einen härteren politischen Kurs, der eine Rückkehr zum Stalinismus anstrebe, instrumentalisieren zu lassen. Das Kapitel fängt die politische Stimmung in der DDR kurz vor dem Mauerbau und zur Zeit der Kubakrise ein.
Nach der Rückkehr von einer Dienstreise nach Moskau im Jahre 1966 (8. Kapitel) wird Kurt, inzwischen einer der führenden Historiker der DDR, von einem Parteisekretär über den „Verrat“ eines Kollegen aus seiner Forschungsgruppe informiert. Da dieser in einem Schreiben an einen BRD-Historiker die Einheitsfrontpolitik der KPD während der Weimarer Republik sowie das darüber verhängte Denkverbot in der DDR kritisiert hatte, wird er auf einer Institutsversammlung von ZK-Mitgliedern vernichtend kritisiert und seiner Ämter enthoben. Aus diesem Anlass erinnert sich Kurt an seine Verhaftung 1941 in Moskau und an seinen damaligen Vernehmer, dessen „Schweinsgesicht“ (S. 180) dem des ZK-Genossen, der die Anklagerede gegen Rohde hielt, verdächtig ähnelte. Sein Brief an Werner, in dem er den Deutsch-sowjetischen Nichtangriffspakt vorsichtig in Frage gestellt hatte, hatte den Brüdern zehn Jahre Lagerhaft wegen Bildung einer konspirativen Vereinigung eingebracht und damit zu Werners Tod geführt. Kurt tröstet sich mit der Erkenntnis, es sei schon ein Fortschritt, wenn Kritiker nicht mehr erschossen, sondern nur noch aus der Partei ausgeschlossen werden.
Am Weihnachtstag des Jahres 1976 (12. Kapitel) trifft Alexander mit seiner neuen Freundin Melitta bei seinen Eltern ein. Mutter Irina bereitet ihre französische Klostergans zu, deren Zutaten sie sich jedes Jahr durch einen umfangreichen Tauschhandel organisieren muss. Mit Wilhelm und Charlotte sowie der erst vier Wochen zuvor aus dem Ural nach Neuendorf umgezogenen russischen Großmutter Nadjeshda Iwanowna ist die gesamte Familie anwesend. Als eifersüchtige Mutter kann Irina nicht verstehen, was ihr geliebter Sascha an der Neuen findet. Ihr Unbehagen erreicht seinen Höhepunkt, als sie Melittas Schwangerschaft bemerkt. Explizite zeitgeschichtliche Bezüge finden sich in diesem Kapitel zur Ausbürgerung des Liedermachers Wolf Biermann und zu Christa Wolfs Roman „Kindheitsmuster“.

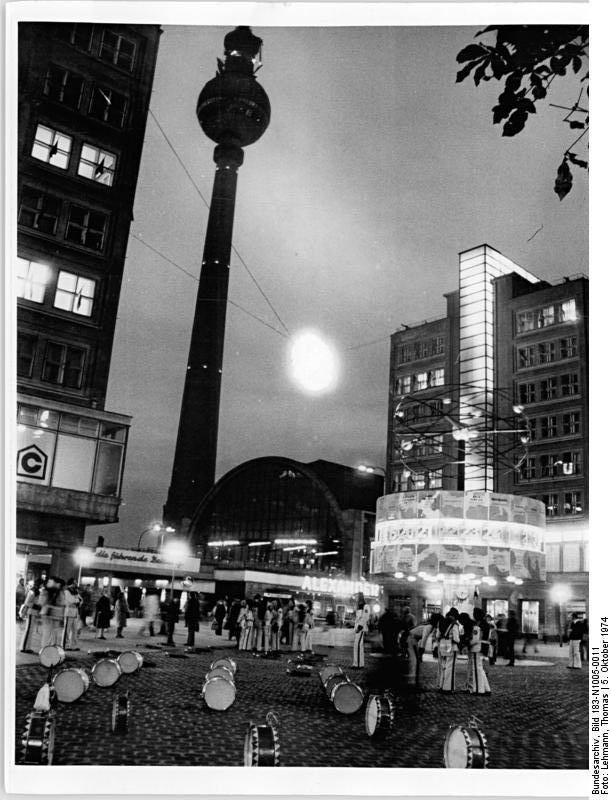
Der Alexanderplatz bei Nacht im Jahre 1974

Im Januar 1979 (14. Kapitel) sucht Kurt Alexander auf, welcher sich illegal in einer leerstehenden und völlig heruntergekommenen Wohnung im Prenzlauer Berg einquartiert hat, nachdem er Melitta und seinen kleinen Sohn Markus verlassen und sein Geschichtsstudium abgebrochen hat. Der Gang auf den zugeschneiten Bürgersteigen durch das baufällige Stadtviertel auf der vergeblichen Suche nach einem geöffneten Restaurant und das ständig vom Verkehrslärm unterbrochene Gespräch spiegeln sowohl die gestörte Kommunikation zwischen Vater und Sohn als auch das Scheitern des sozialistischen Aufbaus, das ein Schlange stehender Gaststättenbesucher mit folgendem Witz kommentiert: „Wat sin‘ die vier Hauptfeinde des Sozialismus? […] Frühjah, Somma, Herbst und Winta“ (S. 297 f.).
In der Chronologie der erzählten Begebenheiten folgt der 1. Oktober 1989, Wilhelms 90. Geburtstag, der Gegenstand des 3., 7., 9., 13., 16. und 19. Kapitels ist und damit das zentrale Ereignis der Romanhandlung darstellt. Aus unterschiedlichen Figurenperspektiven wird von Wilhelms voranschreitender Demenz berichtet, von seiner – sich Jahr für Jahr wiederholenden – Ehrung durch Parteifunktionäre, von der Abwesenheit Alexanders, der am Vormittag seinen Eltern telefonisch mitgeteilt hatte, er sei jetzt mit seiner neuen Freundin in Gießen, worauf Irina sich für den Rest des Tages in ihr Zimmer zurückzieht und sich einen Vollrausch antrinkt, vom Zusammenbruch des von Wilhelm dilettantisch zusammengenagelten Ausziehtisches, der als Coup de théâtre den Schlusspunkt der misslungenen Veranstaltung setzt, und schließlich von seiner Vergiftung durch Charlotte, von der kein anderer je etwas erfahren wird. Indem er die Brüchigkeit der familiären wie der gesellschaftlichen Strukturen deutlich hervortreten lässt, bildet Wilhelms 90. Geburtstag das private Pendant zur nur sechs Tage später stattfindenden, von Protesten umrahmten und von Gorbatschows Perestroika überschatteten staatlichen Jubelfeier zum 40. Jahrestag der DDR.
Die Erzählung vom Weihnachtstag des Jahres 1991 (17. Kapitel) nimmt in variierter Form die entsprechenden Begebenheiten aus dem Jahre 1976 (12. Kapitel) wieder auf. Diesmal freilich kann sich Irina die Zutaten für ihre Klostergans allesamt im Supermarkt kaufen, und Alexander kommt mit seiner jetzigen Freundin Catrin aus dem tief im Westen des vereinigten Deutschland liegenden Moers. Der Weihnachtsabend mündet in eine Katastrophe: Irina, die sich in der Küche allmählich betrinkt und von dort aus die immer aggressiver geführten politischen Streitgespräche zwischen Kurt und Alexander mitverfolgt, liegt am Ende volltrunken neben der aufgeplatzten Gans auf dem Küchenboden, beleidigt die zu Hilfe eilende Catrin mit den Worten „Fass mich nicht an, du Aas“, worauf Alexander mit dem Ausspruch „So, das war’s“ (S. 370) einen Schlussstrich unter die familiäre Bindung zieht. Gleichzeitig wird im Radio die Nachricht von der Auflösung der Sowjetunion verkündet.
Im Jahre 1995 erscheint der 18-jährige Markus auf Irinas Beerdigung, spricht dort aber weder seinen Großvater Kurt noch seinen Vater Alexander an, die an ihm vorübergehen, ohne ihn zu erkennen. Melitta ist nun mit einem Pfarrer verheiratet, der vor der Wende Friedensgebete organisiert hat und inzwischen im Bundestag sitzt. Zwischen Drogenkonsum, nächtlichen Diskobesuchen, vergeblichen Versuchen, eine Freundin kennenzulernen und ständigen Reibereien mit den Eltern führt Markus das Leben eines West-Jugendlichen, das ihm trotz der im Vergleich zur DDR-Zeit erheblich größeren Freiräume keinerlei Befriedigung verschafft.
Im Jahre 2001 (1. Kapitel) fährt Alexander, bei dem ein unheilbarer Tumor diagnostiziert wurde, nach einem Krankenhausaufenthalt zu dem schwer dementen Kurt, gibt ihm zu essen und säubert ihn, öffnet anschließend ein Geheimfach, um einige von Kurts persönlichen Aufzeichnungen, Briefen und Fotos an sich zu nehmen und den Rest zu vernichten, nimmt 27.000 DM aus dem Wandtresor und kündigt seinem Vater, der davon nichts mehr mitbekommt, eine längere Reise an. Diese Mexikoreise Alexanders bildet den Gegenstand des 5., 11., 15. und 20. Kapitels. In Mexiko begibt sich Alexander auf Spurensuche nach den Ursprüngen seiner Familiengeschichte. Dabei treibt ihn der Wunsch an, seine Krankheit zu verdrängen, er will „sich losreißen aus dieser kranken, krankmachenden Welt“ (S. 103). Doch ebenso wie sein ganzes Leben erscheint ihm auch Mexiko als Betrug (vgl. S. 111). Erst ganz am Schluss, in einem kleinen Ort am Pazifik, wo er auf der Flucht vor Lärm, Hitze und schlechter Luft gestrandet ist, kommt Alexander zur Ruhe. In einer Pension für deutsche Althippies studiert er Kurts persönliche Dokumente, schreibt Briefe an seine letzte Freundin und setzt sich mit fundamentalen Themen wie Liebe, Krankheit und Tod auseinander. Dass die letzten Seiten im Futur geschrieben sind, kann sowohl auf ein baldiges Ende Alexanders als auch auf eine offene Zukunft hindeuten.

## Figuren

### Wilhelm Powileit
Wilhelm Powileit (1899–1989) ist der zweite Ehemann von Charlotte und Stiefvater von Kurt und Werner. Bevor Charlotte und Wilhelm 1940 ins mexikanische Exil gingen, arbeitete Wilhelm für den Geheimdienst der Komintern in Hamburg als Co-Direktor einer Scheinfirma, welche dem Schmuggel von Menschen und Material diente. Noch rechtzeitig vor der Aufdeckung dieser Aktivitäten konnte er sich mit seiner Frau absetzen. In Mexiko fühlte er sich unwohl, unter anderem weil er nur als Leibwächter eines Diamantenhändlers arbeiten konnte und erst Jahre später als Geschäftsführer der kleinen Exilzeitung „Demokratische Post“ wieder eine politische Aufgabe fand. 1952 durften Charlotte und Wilhelm in die DDR zurückkehren, wo sie sich eine neue Existenz aufbauten. In der DDR bekam Wilhelm vorübergehend die Position des Verwaltungsdirektors der neu gegründeten Akademie für Staats- und Rechtswissenschaften zugeteilt.
Wilhelm sieht sich selbst als ideales Parteimitglied und stellt die Partei über seine eigene Familie, die er als „Defätistenfamilie“ verachtet. Aufgrund seiner anhaltenden Bewunderung für Stalin und seiner sturen Befürwortung von Repression gegenüber Andersdenkenden kann er als Verkörperung des Stalinismus gesehen werden. Wilhelm verachtet die Reformer Gorbatschow und Chruschtschow, die er unter der Abkürzung „Tschow“ zusammenfasst.
Ein zentrales Ereignis in der Romanhandlung ist Wilhelms 90. Geburtstag am 1. Oktober 1989. Aufgrund zunehmender Demenz inzwischen unfähig, seine Gedanken in vollständigen Sätzen auszudrücken, hält er sich dennoch für allwissend und sieht auf seine Mitmenschen herab. Wilhelm ist nicht interessiert an tieferen persönlichen Beziehungen, weshalb er sich abweisend gegenüber seiner Frau und anderen Personen seiner Umgebung verhält. Sich selbst bezeichnet Wilhelm als „Der Beste für die Partei und die Sache“ und Meinungsverschiedenheiten mit seiner Frau regelt er durch den Hinweis auf seine siebzigjährige Parteimitgliedschaft. Seine paranoide Haltung gegenüber Charlotte, der er unterstellt, sie wolle ihn vergiften, bewahrheitet sich am Ende als selbsterfüllende Prophezeiung. Nicht nur ihr gegenüber empfindet er zunehmende Abneigung, sondern auch gegenüber seinem Stiefsohn Kurt, den er aufgrund seiner vergleichsweise liberalen Ansichten für ein Weichei hält. Nach seiner Meinung kann Kurt von Glück reden, in Stalins Arbeitslagern interniert worden zu sein, statt an der Front kämpfen zu müssen, eine Erfahrung, die freilich Wilhelm selbst auch nie gemacht hat.
Obwohl Wilhelm zu jedem Geburtstag von Repräsentanten der Partei- und Staatsorgane geehrt und mit Orden überhäuft wird, ist er aufgrund seines Starrsinns, seiner Selbstüberschätzung und seines Desinteresses an anderen ein isolierter und unglücklicher Mensch.

### Charlotte Powileit
Charlotte ist die Ehefrau Wilhelms und die Mutter von Kurt und Werner. Um 1903 geboren, wurde sie als Kind von ihrer Mutter oft gedemütigt, eingesperrt und misshandelt. Nicht selten bekam sie „die derbe Hand ihrer Mutter, die sie mit ganzer Wucht traf“ (S. 117), zu spüren. Dagegen bevorzugte die Mutter ihren Bruder sehr, für dessen Kunststudium sie in barbarischer Weise (S. 47) sparte. Nachdem Charlotte Wilhelm kennengelernt und sich von ihrem ersten Mann, einem Oberstudienrat, der sie mit seinen Schülerinnen betrog, getrennt hatte, trat sie in die Kommunistische Partei ein, wo sie zum ersten Mal Respekt und Anerkennung erfuhr. Nach ihrer Rückkehr aus dem zwölfjährigen mexikanischen Exil im Jahr 1952 wurde Charlotte Institutsleiterin an der neu zu gründenden Akademie für Staats- und Rechtswissenschaften in Neuendorf bei Potsdam. Charlotte hat im Leben viel Erfahrung und Wissen angesammelt, findet jedoch bei Wilhelm und den Parteigenossen nicht die von ihr gewünschte Anerkennung. Obwohl sie sich der egozentrischen und selbstgerechten Art Wilhelms immer überlegen fühlt, hat sie eine untergeordnete Rolle in ihrer Beziehung. Sie vermeidet Streit und behält ihre Wut und später auch ihren Hass auf Wilhelm für sich. Von ihrer Familie wird sie hingegen als vorwurfsvolle und streitsüchtige Person gesehen.
Aufgrund der zunehmenden Demenz Wilhelms sammelt Charlotte „handfeste Fakten“ (S. 389), um ihren verhassten Ehemann in ein Heim abzuschieben, so dass sie ihre Ruhe vor seinen zerstörerischen Umbauaktionen an ihrem Haus haben und im Alter endlich einmal ein selbstbestimmtes Leben führen kann. Am Abend seines 90. Geburtstages vergiftet sie ihn mit einer Überdosis Aminophyllintropfen, die sie wegen ihrer Atemnot immer bei sich trägt. Kurz nach Wilhelms Tod wird Charlotte jedoch selbst in ein Heim gebracht, wo sie ein paar Jahre später vereinsamt stirbt.

### Kurt Umnitzer
Kurt Umnitzer (geb. 1921 / vgl. S. 160) ist der ältere Sohn von Charlotte und deren erstem Ehemann Oberstudienrat Umnitzer. Da er im sowjetischen Exil 1941 in einem persönlichen Brief an seinen Bruder Werner seine Skepsis gegenüber dem Freundschaftsvertrag zwischen Stalin und Hitler zum Ausdruck gebracht hatte, wurden die beiden wegen Bildung einer konspirativen Vereinigung zu zehn Jahren Lagerhaft verurteilt. Während Werner die Haftzeit nicht überlebte, wurde Kurt nach Verbüßung der Strafe in die lebenslange Verbannung nach Slawa, einer trostlosen kleinen Stadt hinter dem Ural, geschickt. Dort lernte er seine zukünftige Frau Irina kennen, mit der er nach dem Machtwechsel in der Sowjetunion in seine Heimat DDR zurückkehren konnte. Irina ist in dieser Ehe jedoch unglücklich, da Kurt sie oft betrügt und zunehmend vernachlässigt, obgleich er ihr auch Zärtlichkeit und Geduld mit ihrer Launenhaftigkeit entgegenbringt. Den gemeinsamen Sohn Alexander vernachlässigt Kurt ebenfalls, da er sehr viel Zeit in das Verfassen wissenschaftlicher Werke investiert, womit er zu einem der bedeutendsten Historiker der DDR wird. Trotzdem ist er innerlich hin- und hergerissen, da er sich Sorgen über die Entwicklung seines Sohnes macht und ihm helfen möchte, seinen persönlichen Weg innerhalb der sozialistischen Gesellschaftsordnung zu finden. Gegenüber seinem ermordeten Bruder empfindet Kurt Schuld, aber auch Neid, da Werner, „sein großer kleiner Bruder, der Stärkere, immer, der Schönere von beiden“ (S. 185) gewesen sei.

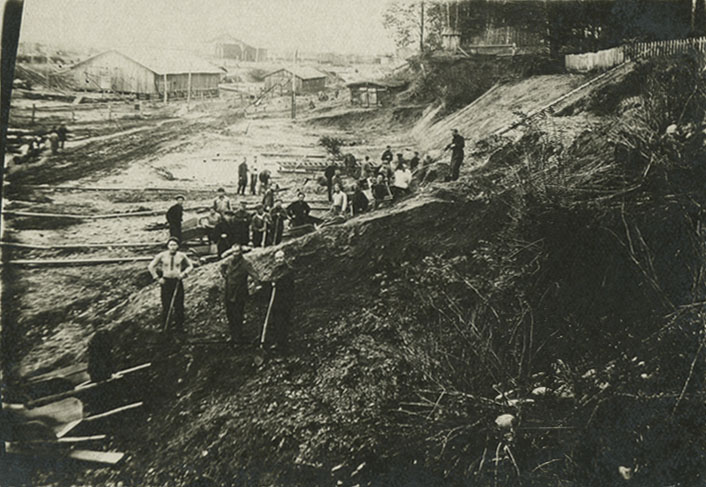
Zwangsarbeit in einem sowjetischen Gulag

Kurts Erleben ist sehr stark von den langen Jahren der Lagerhaft geprägt. Oft werden lebhafte Erinnerungen durch äußere Reize, wie bestimmte Geräusche oder Gerüche, ausgelöst. Die Intensität, mit der sich diese Erinnerungen auf sein alltägliches Wahrnehmen und Handeln auswirken, deutet auf eine lebenslange Traumatisierung hin. Als Kurt einmal einen längeren Nachhauseweg durch den Wald nimmt und ein raspelndes Ächzen hört, verhält er sich instinktiv, als befinde er sich in der Taiga und werde von wilden Tieren bedroht. Als er dann bemerkt, dass ein Liebespaar in einem geparkten Trabbi die Geräuschquelle ist, kommt Kurts Misstrauen gegenüber seiner Frau zum Vorschein – er vermutet anfangs, dass es Irina sei, die ihn in diesem Augenblick betrügt (vgl. S. 183).

### Irina Umnitzer
Irina (1927–1995), gebürtige Russin, hatte im Krieg als Sanitäterin bei der Roten Armee gedient und später in ihrem Heimatort Slawa den dorthin verbannten Kurt Umnitzer geheiratet. 1954 wurde ihr Sohn Alexander geboren, 1956 zog die junge Familie in die DDR und lebte zunächst im oberen Stockwerk der Villa von Wilhelm und Charlotte in Neuendorf. Von Charlotte wurde Irina in den ersten Jahren gedemütigt und als Putzhilfe ausgenutzt, was ihr Verhältnis zu der Schwiegermutter auch dann noch belastet, als sie längst ihr eigenes Haus bezogen haben. Irina ist nicht grundlos sehr eifersüchtig auf Kurt, da dieser tatsächlich häufig fremdgeht. Ebenso ist Irina auf alle Freundinnen ihres Sohnes Alexander (Sascha) eifersüchtig, den sie geradezu abgöttisch liebt. Sie akzeptiert keine von ihnen in der Familie und macht sie gern in ihren Gedanken schlecht: „Unschöne Knie, keine Taille, kein Po. Und ein Kinn, um ehrlich zu sein, wie ein Bauarbeiter …“ (S. 62). Als Alexander in den Westen flieht, macht sie seine derzeitige Frau dafür verantwortlich. Sie leidet schwer unter Alexanders Abwesenheit und geht daher auch nicht auf Wilhelms Geburtstagsfeier, sondern betrinkt sich zu Hause. Dies ist der Anfang einer langen Alkoholsucht, an der Irina 1995 schließlich stirbt.

### Alexander Umnitzer
Alexander (Sascha) wurde 1954 in Slawa als Sohn von Kurt und Irina geboren. 1956 siedelte er mit den Eltern in die DDR über, 1959 reiste er mit Irina erneut zu seiner russischen Großmutter. Alexander wächst innerhalb der Familie behütet auf und erhält viele Anregungen, indem er von seiner Mutter die russische Sprache und Kultur vermittelt bekommt und von Oma Charlotte in die Geheimnisse der aztekischen Götterwelt eingeführt wird. Andererseits leidet er bereits als kleiner Junge unter dem repressiven Klima in der DDR-Gesellschaft, als er zum Beispiel panische Angst bekommt, seine Mutter könne wegen einer vergessenen Milchmarke verhaftet werden. Während Irina sehr fürsorglich mit ihm umgeht, wird er von Vater Kurt, der die meiste Zeit mit Bücherschreiben verbringt, vernachlässigt, was er ihm noch als Erwachsener übel nimmt. Allerdings führt Irinas übertriebene, ihre eigene Vernachlässigung durch Kurt kompensierende Mutterliebe später dazu, dass sie Alexanders Freundinnen allesamt als lästige Rivalinnen empfindet, wodurch sich die Beziehung zu ihrem Sohn zunehmend verschlechtert, bis er sich am Ende, nachdem sie dem Alkohol völlig verfallen ist, ganz von ihr lossagt. 1979 verlässt Alexander seine junge Ehefrau Melitta und den zweijährigen Sohn Markus, bricht sein Geschichtsstudium ab und zieht sich in eine leerstehende Wohnung im verwahrlosten Altbauviertel Prenzlauer Berg zurück, um zu sich selbst zu finden. Er begründet dies seinem Vater gegenüber damit, dass er nicht sein Leben lang lügen müssen wolle, ist aber zu keinem tieferen Gespräch bereit, da er die systemkonforme Haltung seines Vaters verachtet. In dieser Zeit macht Alexander offensichtlich auch erste mystische Erfahrungen und beschäftigt sich mit der Bibel.
Am 1. Oktober 1989 verlässt er mit seiner Freundin Catrin zu Irinas großer Verzweiflung die DDR und wird zwei Jahre später Dramaturg am Theater in Moers. 2001 wird bei ihm eine anscheinend unheilbare Krebserkrankung, das Non-Hodgkin-Lymphom, festgestellt. Um der Auseinandersetzung mit Krankheit und Tod zu entkommen, begibt sich Alexander auf eine Mexikoreise, nachdem er seinen schwer dementen Vater hilflos im Haus zurücklässt und dessen gespartes Vermögen an sich nimmt. Dort möchte er die Sehnsuchtsorte seiner Kindheit aufsuchen. Doch findet er angesichts von Lärm, Hektik, Elend und dem Gefühl völliger Fremdheit in Mexiko weder Ablenkung noch mystische Erfahrung. Erst ganz zum Schluss findet er in einem kleinen Ort am Pazifik innere Ruhe, die es ihm ermöglicht, über sein Leben, seine Beziehung zu seinen Eltern und seinen Frauen, seine Krankheit und den Tod nachzudenken.

### Markus Umnitzer
Markus (geb. 1977) ist der Sohn von Alexander und dessen kurzzeitiger Ehefrau Melitta. Als sich seine Eltern bereits zwei Jahre nach seiner Geburt trennen, bleibt er bei seiner Mutter. Obwohl er seinen Vater regelmäßig besucht, macht er ihm aufgrund der Trennung Vorwürfe: „,Der Arsch‘, wiederholte Markus“ (S. 274). An Wilhelms 90. Geburtstag ist Markus enttäuscht und wütend, dass sein Vater nicht unter den Gästen ist.
1995 ist Markus achtzehn und macht eine Ausbildung als Kommunikationselektroniker in Cottbus, die ihm sein Stiefvater Klaus beschafft hat. Markus passt sich schnell an die westdeutsche Jugendkultur an, geht oft in Klubs und Bars und feiert die Nacht durch. Drogen spielen in seinem Leben ebenfalls eine Rolle: „Dope. Gras“ (S. 380). Markus ist mit seiner Ausbildung unzufrieden und demonstriert dies seinem Stiefvater gegenüber oft: „Es ist sowieso Beschiss […] Am Anfang hat die Telekom versprochen, dass alle übernommen werden, und jetzt heißt es auf einmal: nur einer!“ (S. 379).
Zu Irinas Beerdigung begegnet Markus seinem Vater und Großvater erneut, doch bemerkt er, dass er keinerlei Verbindung mehr zu ihnen hat, nur für die verstorbene Irina kann er Trauer empfinden. Diese Szene demonstriert den Zerfall der gesamten Familie.

## Themen

### Familie als Spiegel gesellschaftlicher Prozesse
In Zeiten des abnehmenden Lichts lässt sich weder als eindeutiger Familien- noch als Gesellschaftsroman etikettieren. Vielmehr liegt das Besondere des Romans darin, dass Zeitgeschichte als Familiengeschichte wahrnehmbar wird, wobei sowohl der Einfluss der großen politischen Ereignisse und Entwicklungen auf das Leben gewöhnlicher Menschen als auch die beschränkten Möglichkeiten jedes Einzelnen, diese Zusammenhänge zu erkennen und zu bewerten, verdeutlicht wird. Umgekehrt wird gezeigt, dass sich gesellschaftliche Verhältnisse und Ideologien immer nur im konkreten Erleben einzelner Menschen mit all ihren Widersprüchen ereignen, so dass politische Diskurse, die auf allgemeinen Wahrheitsannahmen beruhen, zur Lüge werden müssen. Anders als die Buddenbrooks, mit denen er manchmal verglichen wird, berichtet Ruges Roman auch nicht vom Verfall, sondern lediglich von der Auflösung einer Familie. Intakte Familienstrukturen haben in keiner der beschriebenen Generationen der Powileit-Umnitzers jemals bestanden. Weil sie ein Mädchen ist, wird Charlotte gegenüber ihrem Bruder aufs Gröbste benachteiligt und von der Mutter regelmäßig misshandelt, mit Wilhelm hat sie bereits während der Exilzeit keine sexuelle Beziehung mehr, fühlt sich in der Ehe erneut als Frau erniedrigt, und die gegenseitige Abneigung wächst im Laufe der Jahre so sehr, dass sie in einen Giftmord mündet. Wilhelm und Kurt verachten sich gegenseitig, dieser betrügt Irina mit anderen Frauen und lässt es tatenlos geschehen, dass sie ihre Enttäuschung im Alkohol ertränkt und daran zugrunde geht. Alexander schließlich, der sich von den Eltern verkannt fühlt, entflieht der Familie, ist aber selbst nicht fähig, eine dauerhafte, liebevolle Beziehung zu einer Frau und zu seinem Sohn aufzubauen.
Wenn hier eine Tendenz zu erkennen ist, dann ist es nicht die eines Verfalls, sondern die eines zunehmend offeneren Umgangs mit familiären Problemen. Die Familie, die schon in der Urgroßelterngeneration unabhängig von der jeweils herrschenden politischen Ideologie den überlieferten bürgerlichen Wertvorstellungen nicht mehr entspricht, wird im Zuge zunehmender Individualisierung auch von keinen äußeren Bindungen mehr zusammengehalten, was angesichts der zuvor kaschierten Brüchigkeit ihrer Strukturen allerdings kaum als Nachteil gewertet werden kann. Neben der in der Katastrophe endenden Geburtstagsfeier Wilhelms veranschaulicht der Roman diese Zusammenhänge in den beiden Kapiteln über die Weihnachtsfeiern im Hause Umnitzer, die trotz aller Bemühungen Irinas keinen familiären Zusammenhalt mehr feiern können, sondern nur noch zur Auflösung vorhandener Bindungen führen.

### Scheitern des sozialistischen Experiments
Parallel zur Geschichte von der sich auflösenden Familie verläuft die vom Niedergang der DDR. Auch hier wäre die Bezeichnung Verfall unzutreffend, da der Roman zeigt, wie weit die DDR schon von ihrer Geburtsstunde an vom ursprünglichen sozialistischen Ideal entfernt war. Dies bezeugen die Ängste der aus dem Exil zurückkehrenden Charlotte, einer eigentlich überzeugten Kommunistin, die während der Zugfahrt fürchtet, der sie fördernde Staatssekretär könne als zionistischer Agent in Ungnade gefallen sein, und nun werde sie gleich bei ihrer Ankunft verhaftet, ebenso wie es in der Sowjetunion ihren Söhnen widerfahren ist (S. 51). Im Schatten Stalins entstanden, gelang es der DDR nicht, dauerhaft einen Sozialismus mit menschlichem Antlitz hervorzubringen. Vereinzelte Demokratisierungstendenzen wurden immer wieder durch repressive Kurswechsel zunichtegemacht. Diese Zusammenhänge spiegeln sich im Roman in den Beziehungen der einzelnen Familienmitglieder zueinander und werden aus ihren ganz unterschiedlichen subjektiven Perspektiven reflektiert. Genau darin liegt nach nahezu einhelliger Meinung der Rezensenten (siehe Abschnitt „Rezeption“) die Stärke des Romans, während die dargestellten Defizite der DDR-Gesellschaft bereits in zahlreichen anderen Büchern ausführlich behandelt wurden.
Insbesondere der Familienpatriarch Wilhelm Powileit verkörpert das System der Repression. Als rückwärtsgewandter Altstalinist stellt er die Ideale der Partei über seine eigene Familie. Da er nie unter autoritärer Herrschaft leiden musste, hat er keine Abneigung gegenüber stalinistischer Ideologie. Er unterschätzt Kurts Erfahrungen im sowjetischen Gulag, hält ihn für einen Schwächling und verabscheut seine liberale Einstellung zum Sozialismus. Trotz seiner Demenzerkrankung kann Wilhelm sich noch an das „Lied der Partei“ erinnern, das er an seinem 90. Geburtstag singt (S. 208), so sehr ist ihm das Dogma in Fleisch und Blut übergegangen. Dagegen gerät Kurt als Befürworter eines demokratischen Sozialismus mehrmals mit den Erwartungen des Regimes in Konflikt. Im Gegensatz zu seinem Stiefvater Wilhelm befürchtet er die Rückkehr des Stalinismus in die DDR, was er im Gespräch mit Charlotte über ihre Buchrezension im Neuen Deutschland deutlich macht: „Es geht hier um Richtungskämpfe. Es geht hier um Reform oder Stillstand. Demokratisierung oder Rückkehr zum Stalinismus“ (S. 136). Er erinnert seine Mutter an das Schicksal ihres Sohnes Werner, der im sowjetischen Gulag umgebracht wurde, doch Charlotte scheint dies verdrängen zu wollen: „,Dein Sohn ist in Workuta ermordet worden.‘ ‚Ich möchte nicht, dass du so etwas sagst.‘“ (S. 136).
Die Geschichtsverfälschung des SED-Regimes zeigt sich im Prozess um den Parteiausschluss eines Historikers, der die Einheitsfrontpolitik der KPD während der Weimarer Republik kritisch betrachtete. Obgleich das Verfehlte dieser Politik jedem klar war, weil sie das Erstarken des Faschismus auf schlimmste Weise befördert hatte (S. 171), herrscht darüber ein Rede- und Denkverbot. Dementsprechend erscheint Kurt auch die Festrede eines Parteifunktionärs zu Wilhelms 90. Geburtstag als ein Sammelsurium an Lügen, zu denen er dennoch Beifall klatscht (S. 341). An diesen Stellen verdeutlicht der Roman, dass die fehlende Offenheit in der Auseinandersetzung mit der Vergangenheit zu den Geburtsfehlern der DDR gehörte und dazu beitrug, dass das sozialistische Experiment misslingen musste.
Alexander ist das einzige Familienmitglied, das vollständig in der DDR aufwächst. Die aus seiner Perspektive erzählten Kapitel ermöglichen einen Einblick in das einseitige Bildungssystem der DDR, das den Kommunismus und die Sowjetunion glorifizierte. Auch auf gegenseitige Bespitzelung seitens der DDR-Bürger wird mehrmals angespielt: „Und gewählt haben die auch wieder nicht, die Schliepners. Aber die kriegen wir auch noch dran“, sagt Wilhelm (S. 94). Alexanders Entwicklung in der DDR, die mit seiner Flucht in den Westen am 1. Oktober 1989 endet, verdeutlicht die Unfähigkeit des Regimes, der Jugend sozialistische Werte glaubwürdig zu vermitteln. Bereits in seiner Jugend gerät er mit Vater Kurt in Konflikt, als er sich von westlichen Jugendbewegungen beeinflussen lässt: „Du wirst Gammler! Mein Sohn wird Gammler!“ (S. 173).
Die Mangelwirtschaft der DDR wird in Eugen Ruges Roman an mehreren Stellen und aus verschiedenen Figurenperspektiven dargestellt. Der Mangel zeigt sich vor allem im Bereich des Wohnens und Essens. Da viele Produkte schwer oder überhaupt nicht verfügbar waren, fehlte es oft an Zutaten, um etwas einfallsreichere Gerichte zu kochen. Diese begehrten Lebensmittel konnten nur durch persönliche Kontakte und einen manchmal extrem aufwändigen Tauschhandel erworben werden. Dies wird im 12. Kapitel durch Irina verdeutlicht: „Der größte Teil des Sobakin’schen Kaviars jedoch ging als Schmier- und Zahlungsmittel in den undurchsichtigen Kreislauf der unter Ladentischen und in Hinterzimmern gehandelten Waren ein“ (S. 244). Da die Mietpreise der Wohnungen auf Vorkriegsniveau eingefroren waren, führte die Kommunale Wohnungsverwaltung kaum Renovierungen und Schadensbehebungen durch, so dass die Altbausubstanz gesamter Stadtviertel verfiel. Auch private Initiative führte oft nicht zum Erfolg, gerade weil die nötigen Materialien so gut wie unerreichbar waren. Viele dieser Mietwohnungen gälten heutzutage als unbewohnbar und gesundheitsgefährdend. Diese Umstände werden durch die Beschreibung von Christinas Wohnung illustriert: „[Alexander] trottete hinterher, schnupperte den wohlbekannten Hausflurgeruch (halb Schimmel, halb Katzenpisse)…“ (S. 221). Nach seiner Trennung von Melitta quartiert sich Alexander illegal in einem leer stehenden Haus im Prenzlauer Berg ein, das folgendermaßen beschrieben wird: „Kurt passierte einen ruinösen Hausflur. An der Decke die Reste von Blumenreliefs. Dornröschenschlaf. Uralte Schilder: Hausieren verboten. Ball spielen verboten. Fahrräder abstellen verboten. Seitenflügel rechts. Abgerissene, aufgebrochene Briefkästen. Die Tür stand sperrangelweit offen, ließ sich nicht schließen, weil eine dicke Eisschicht auf dem Fußboden die Schwelle blockierte: Rohrbruch, dachte Kurt, das Wort dieses Winters“ (S. 290). Passend zum desolaten Zustand des Stadtviertels ist die Unmöglichkeit, eine Gaststätte zu finden, die nicht „wegen technischer Probleme geschlossen“ (S. 293) ist, keinen Ruhetag hat oder ohne längere Wartezeit einen Tisch anbieten kann, so dass am Ende nur das Automatenrestaurant am Alexanderplatz übrig bleibt.

## Literarische Form
Ein erster Blick aufs Inhaltsverzeichnis deutet zwar auf eine achronische Struktur des Romans hin, in Wirklichkeit sind aber nach dem Montageprinzip drei Erzähllinien ineinander verflochten, denen unterschiedliche Zeitebenen zugeordnet sind. Die erste bildet die chronologische Erzählung der Familiengeschichte mit den Stationen 1952, 1959, 1961, 1966, 1973, 1976, 1979, 1991 und 1995. Herausgehoben aus dieser Chronologie ist der 1. Oktober 1989, Wilhelms 90. Geburtstag, der einen Endpunkt sowohl in der Familiengeschichte (Alexanders Flucht, Wilhelms Vergiftung, Irinas erster Alkoholexzess) darstellt als auch auf das bevorstehende Ende der DDR vorausdeutet. Dieser Tag wird, zwischen die anderen Kapitel eingestreut, insgesamt sechsmal aus unterschiedlichen Figurenperspektiven erzählt (Irina, Nadjeshda, Wilhelm, Markus, Kurt und Charlotte), wobei sowohl die politischen Ereignisse als auch die familiären Beziehungen ganz unterschiedlich bewertet werden und die dargestellten Begebenheiten mit ihren Ursachen dem Leser mittels der Multiperspektivität zum Teil erst nach und nach verständlich werden.
Die dritte Zeitebene bildet Alexanders Mexikoreise im Jahr 2001, die in chronologischer Abfolge in fünf Kapiteln, darunter dem ersten, in dem es um die Vorbereitung der Reise geht, und dem letzten erzählt wird und einen kritischen, zeitlich distanzierten Rückblick auf die erzählte Geschichte ermöglicht. Wilhelm, Charlotte und Irina sind längst tot, Kurt bekommt aufgrund seiner Demenz nichts mehr mit, und während Alexander im Exilland der Großeltern den Ursprungsmythen seiner Familiengeschichte nachspürt, setzt er sich mit seinem Leben, seiner Krankheit und dem ihm prognostizierten baldigen Ende auseinander. Indem diese Erzähllinie die primäre Reflexionsebene des Romans bildet, wird Alexander als Stellvertreter des Autors in der fiktionalen Welt zwar zu einer herausgehobenen Mittlerfigur zwischen Romanwelt und Leser, bleibt aber dennoch eine erzählte Figur unter mehreren, die aufgrund ihrer Konfrontation mit den Perspektiven anderer Figuren und ihrer ungeschönten Präsentation durch den anonymen Erzähler mit kritischer Distanz wahrgenommen wird.
Die Bandbreite dieser Reflektorfiguren reicht vom fünfjährigen Alexander, der die Welt mit seiner kindlichen Sichtweise in einige ganz einfache Kategorien aufteilt, über den von Enttäuschung, Wut und Hass auf die Erwachsenen erfüllten Markus, die launenhafte, ewig eifersüchtige Irina, den die Welt mit wissenschaftlichem Blick analysierenden Kurt, der dennoch immer wieder von seinen Erinnerungen an die Lagerzeit heimgesucht wird, bis hin zum dementen Altkommunisten Wilhelm und der russischen Großmutter Nadjeshda Iwanowna, die in eine ihr völlig fremde, undurchschaubare Umgebung verpflanzt wurde und ganz in ihren Erinnerungen lebt. So erschließt sich dem Leser puzzleartig ein recht umfassendes Verständnis der erzählten Wirklichkeit, wie es weder von einem auktorialen Erzähler mit seinem heutzutage nicht mehr glaubwürdigen Sinnstiftungspostulat noch von einer einzelnen Reflektorfigur mit ihrem eingeschränkten Blickwinkel geleistet werden könnte. Beherrschender Erzählstil ist dabei die erlebte Rede, die häufig mit der Technik des Bewusstseinsstroms verbunden wird, am extremsten bei der Wiedergabe der Gedanken Nadjeshda Iwanownas: „[…] oder war, was im Fernsehen kam, bloß Fernsehen, und am Ende wars auch nicht viel anders als hier, man konnte ja rübergucken beinahe, oder war das noch Deutschland, was man da sah, übern See, oder war Deutschland Amerika, also ein Teil davon, also der Teil von Deutschland, der ein Teil von Amerika war, zum Verrücktwerden das Durcheinander, und wozu, wenns am Ende das Gleiche war, wie Ira behauptete, nur dass man dort alles kaufen konnte, hatte Ira gesagt, in dem anderen Deutschland, das Amerika war, aber verstehen verstand sie es nicht […]“ (S. 140). So wird es dem Leser ermöglicht, auch die Perspektive einer ihm völlig fremden Persönlichkeit vorübergehend nachzuvollziehen, ohne dabei in Gefahr zu geraten, sich mit der jeweiligen Figur zu identifizieren, denn der Erzähler achtet immer darauf, den Gedankenstrom von Zeit zu Zeit durch verba dicendi bzw. credendi wie „dachte Nadjeshda Iwanowna“ zu durchbrechen.
Darüber hinaus erlaubt mehrperspektivisches Erzählen die Erzeugung von Situationskomik, wie die Episode mit dem Gurkenglas zeigt, das Wilhelm von Nadjeshda geschenkt bekommt. Bei der Entgegennahme der Gurken bedankt er sich mit dem Wort Garoch (Erbsen), worauf Nadjeshda Ogurzy („Gurken“) sagt, Wilhelm aber dennoch sein Garoch bekräftigt. Nadjeshda interpretiert nun die Situation so, dass Wilhelm „sich auf den Weg gemacht“ hatte und glaubt „das Dunkle in seinem Blick“ wie bei Todgeweihten zu sehen (S. 153). Als später dieselbe Situation aus der Sicht Wilhelms erzählt wird, erfährt man jedoch, dass dieser unter den Trümmern seines Russischs das Wort „garosch: gut, hervorragend“ (S. 204) auffand, so dass aus seiner Sicht die Dialogsequenz Garosch – Ogurzy – Garosch keineswegs eine gescheiterte Kommunikation darstellt. Genauer analysiert, aber dennoch auch subjektiv interpretiert wird die Situation später erneut, als die Geburtstagsfeier noch einmal aus der Perspektive Kurts, der beider Sprachen mächtig ist, erzählt wird: „Sie schenkte ihm ein Glas selbsteingelegter Gurken, und Wilhelm, der keine Gelegenheit ausließ, mit seinen Russischkenntnissen zu prahlen, versuchte es mit Garosch, Garosch! Wahrscheinlich meinte er: Charascho (gut), aber nicht einmal das brachte er zustande“ (S. 331). Dieses Beispiel veranschaulicht die Technik der nachträglichen Motivierung und die Verklammerung der einzelnen Kapitel durch Leitmotive, zu welchen auch Gulasch, Schildkröten, Schweinsgesichter, das Lied „Mexico lindo y querido“ und viele andere gehören.

## Autobiografische Bezüge
Biografischer Ausgangspunkt des Romans ist die Familiengeschichte des Autors Eugen Ruge, für den das Bedürfnis nach Selbstvergewisserung ein wichtiger Schreibanlass war. Ruge selbst wird durch die zentrale Romanfigur Alexander Umnitzer vertreten. Beide wurden 1954 im Ural als Kind eines Deutschen und einer Russin geboren (der Name des Geburtsortes Soswa wurde im Roman in Slawa umgewandelt), kamen als Zweijährige in die DDR, gingen kurz vor deren Ende in den Westen (Eugen 1988, Alexander ein Jahr später) und arbeiteten anschließend für das Theater. Wie bei Alexander wurde auch beim Autor eine Krebserkrankung diagnostiziert, die aus unklaren Gründen nicht zum Ausbruch kam.
Ruges Vater Wolfgang Ruge wird im Roman durch Kurt Umnitzer repräsentiert. 1917 geboren (Kurt: 1921), emigrierte er wie dieser kurz nach der nationalsozialistischen Machtübernahme mit seiner Familie in die Sowjetunion, wo er, anders als im Roman, nach dem deutschen Angriff auf die Sowjetunion zunächst nach Kasachstan deportiert wurde, bevor er später aufgrund fingierter Vorwürfe in einem Arbeitslager in Soswa interniert wurde. Nach seiner Rückkehr in die DDR 1956 und seiner baldigen Promotion wurde er zu einem der bedeutendsten und produktivsten marxistischen Historiker der DDR, der ebenso wie Kurt erst nach der Wende seine Memoiren veröffentlichte. Im Gegensatz zu Kurts Bruder Werner, der im Gulag ermordet wurde, überlebte Wolfgangs Bruder Walter Ruge (geb. 1915) die Lagerhaft und starb 2011 in Potsdam. Noch im Alter von 91 Jahren besuchte er die sibirische Stadt, in welcher er in der Verbannung gelebt und wo er seine russische Frau Irina kennen gelernt hatte (dokumentiert in dem Film „Über die Schwelle“ von Stefan Mehlhorn). Deren Namen hat Eugen Ruge im Roman auf Kurts Frau übertragen, jedoch ist deren reales Vorbild Wolfgangs dritte Frau und Eugens (Shenjas) Mutter Taissija (Taja) Kutikowa (1924–1993), die er 1954 heiratete. Von Wolfgangs erster Frau Vera Forsander übernahm Ruge den Vornamen für eine Geliebte Kurts, von seiner zweiten Frau Veronika Iwanowna verwendete er den Vatersnamen für Irinas Mutter Nadjeshda Iwanowna. Den Namen seiner deutschen Großmutter Charlotte hat Ruge unverändert in den Roman übernommen.
Charlottes erster Mann hieß in Wirklichkeit Erwin Ruge, ihr zweiter, Hans Baumgarten, war ebenso wie sein Pendant Wilhelm Powileit Kurier der Komintern. Erwin Ruge starb bereits 1968 in München, Hans Baumgarten 1979 in Potsdam. Darüber hinaus erscheinen einige bekannte Persönlichkeiten der DDR im Roman mit verfremdeten Namen, so der Verleger Walter Janka als Frank Janko, der Philosoph Wolfgang Harich mit dem sprechenden Namen Karl Irrwig und die Brecht-Schauspielerin Steffie Spira-Ruschin als Stine Spier, die die „interessanten Leute“ repräsentieren, die früher einmal zu Wilhelms Geburtstag gekommen waren.

## Rezeption
Nach seiner Auszeichnung mit dem Deutschen Buchpreis kletterte In Zeiten des abnehmenden Lichts auf den ersten Platz der Spiegel-Bestsellerliste und hielt sich dort monatelang unter den Top Ten. Denis Scheck, der die Werke der Bestsellerliste in Fernsehen und Presse regelmäßig kritisch kommentiert, steht mit seinem Urteil, Eugen Ruges Roman sei zwar „eine handwerklich gut erzählte, menschlich bewegende, literarisch aber unerhebliche Familiensaga“, in der Kritikerlandschaft ziemlich allein da. Nach Ansicht von Jörg Magenau überzeugt der Roman dagegen „durch die kompakte Form und die Eleganz der Sprache“, vor allem aber durch „die vielfache perspektivische Brechung, die durch die lebendige Figurenvielfalt entsteht“. Für ihn verleiht die kunstvolle Perspektivierungstechnik dem Roman seinen besonderen literarischen Wert: „Wenn Literatur, die ihren Namen verdient, ihre Bedeutung dadurch bekommt, dass sie Perspektiven erweitert, dann ist dieser Roman große Literatur.“
Auch die Qualität der literarischen Sprache wird von vielen Kritikern gelobt. Anders als Uwe Tellkamp in Der Turm, so Sandra Kegel in der Frankfurter Allgemeinen Zeitung, „schreibt Ruge in einer klaren, nüchternen Sprache, deren höchstes Anliegen es ist, nicht selbst zu glänzen, sondern hinter den Gegenständen und Themen nahezu zu verschwinden“, und Michael Kumpfmüller sieht „das eigentliche Wunder des Romans“ darin, „wie er jeder seiner Figuren Gerechtigkeit widerfahren lässt, in einer präzisen, unprätentiösen Sprache, die ganz auf Beobachtung setzt, die Bedeutung der Dinge, auf Gerüche, Gesten“. Zusammenfassend beurteilt Felicitas von Lovenberg das Werk als „überragend und in seiner erzählerischen Ausgereiftheit als Debüt gar nicht zu erkennen“.
Die inhaltliche Relevanz des Romans liegt für viele Kritiker nicht in seiner politisch-ideologischen Thematik als solcher, da diese in der umfangreichen DDR-Aufarbeitungsliteratur schon häufig behandelt wurde, sondern in der Tatsache, dass hier geschickt Zeitgeschichte als Familiengeschichte präsentiert wird, wodurch das Werk, wie Tom Fugmann meint, „über die DDR hinaus [reicht]. Denn in falsche Ideologien verirren sich Menschen zu allen Zeiten und bleiben als Enttäuschte oder Starrsinnige zurück. Eugen Ruge erzählt eine Familiengeschichte, die den Vergleich mit den Buddenbrooks nicht scheuen muss.“ Zugleich nähert sich, wie einige Rezensenten verdeutlichen, der Roman auf eine neue Art wieder an die DDR an, gerade weil er eine Familiengeschichte erzählt. Für Lovenberg gewährt er „eine faszinierende Innenansicht der DDR“  und für Magenau erzählt er durch „den unverstellten, humorvollen und einfühlsamen Blick“, den er auf seine Figuren wirft, „gerade deshalb mehr von der DDR und den Nöten des Lebens als all die Bücher, die sich an den Ideologien und an der harten Wirklichkeit abarbeiten“. Dirk Knipphals macht darauf aufmerksam, dass der Roman nicht nur eine Familiengeschichte erzählt, sondern auch eine Dekonstruktion von Familiengeschichten betreibt: Er sei auch ein Roman über „das Bedürfnis, Teil einer Geschichte zu sein, und zugleich ein Roman darüber, wie solche Geschichten immer schon zusammengebastelt und konstruiert sind“. Dabei liege eine versteckte Ironie darin, „dass gerade Alexander, der Familienflüchtling, die Familienerzählungen am getreuesten bewahrt; auf indirekte Weise – ein Schachbrett und alte Notizen spielen dabei eine Rolle – bekommt er von seinem inzwischen dementen Vater sogar den Auftrag, das alles zu erzählen“.
Mit seiner gelassenen Erzählweise und nüchternen Distanz gegenüber den historischen Ereignissen überwindet der Roman nach Knipphals‘ Auffassung den pathetischen oder heroischen Gestus, der die Nach-Wende-Literatur charakterisiere: „Man merkt beim Lesen, dass die DDR inzwischen weit weg ist, so dass es […] eine heldische literarische Gegeninstanz, die, wie gebrochen auch immer, das Individuum gegen ein übermächtiges Ganzes verteidigt, oder heldenhaft mit dem Gewissen und dritten Wegen ringende Erzählerstimmen nicht mehr braucht.“ Gerade die Art, wie die Figuren ihre Familiengeschichten selbst konstruieren, trage zur Überwindung der verinnerlichten Ost-West-Gegensätze bei, denn „dieses Basteln findet bei Ossis und Wessis gleichermaßen statt. Und genau in dieser Hinsicht ist In Zeiten des untergehendes Lichts [sic] ein Roman, der die DDR wirklich hinter sich lässt.“
Gregor Gysi schrieb über den Roman: „Es kommt nicht oft vor, dass mich ein Buch so fesselt.“

## Ausgaben
- In Zeiten des abnehmenden Lichts. Roman einer Familie. Rowohlt, Reinbek bei Hamburg 2011, ISBN 978-3-498-05786-2.
  - Als Taschenbuch: In Zeiten des abnehmenden Lichts. Roman einer Familie. Rowohlt, Reinbek bei Hamburg 2012, ISBN 978-3-499-25412-3.

## Hörbuch
- Ulrich Noethen liest Eugen Ruge „In Zeiten des abnehmenden Lichts“. Argon Verlag, 2011. 10 CDs. 727 Minuten.

## Hörspiel
- In Zeiten des abnehmenden Lichts. Bearbeitung und Regie: Leonhard Koppelmann. SWR, 2012.[27]

## Film
- Eugen Ruge. Ein Familienroman wird zum Bestseller. Dokumentarfilm, Deutschland, 2011, 55 Min., Buch und Regie: Árpád Bondy, Erstsendung: 5. Dezember 2011 bei arte, Produktion: Árpád Bondy Filmproduktion, rbb, arte, Filminformationen von rbb.
- Der Roman wurde für das Kino adaptiert. Matti Geschonneck inszenierte, Wolfgang Kohlhaase schrieb das Drehbuch.[28] X Film brachte den Film ins Kino.[29] Gefördert wurde er von dort mit 400.000 Euro. Am 1. Juni 2017 startete der Film in den deutschen Kinos.